# カワサキ・GPZ
カワサキ・GPZ / カワサキ・GPz （ジーピーゼット）は、いずれも川崎重工業（後の川崎重工業モーターサイクル&エンジンカンパニー）が製造販売していたオートバイのシリーズ車種である。
本項では以下の二つのシリーズを併せて解説する。
- 空冷エンジンを搭載する「カワサキ・GPz」「カワサキ・GPz-F」など
- 水冷エンジンを搭載する「カワサキ・GPZ-R」「カワサキ・GPZ-S」など

## 概要
初期のカワサキの4ストロークエンジン搭載車種は、「Z○○○」との車名が与えられるのが通例となっていた（○○○には各排気量クラスのナンバリングが用いられる）。
以下、登場順に大まかなシリーズを分類を列挙する。
- 空冷エンジン搭載車種「GPz シリーズ」
- 水冷エンジン搭載車種「GPZ-R シリーズ」
- 水冷エンジン搭載車種「GPXシリーズ」

以上のように、「Z-GPシリーズ」の後継として登場し、「ZZRシリーズ」へと繋がるまでの間の二世代を担ったシリーズであり、空冷エンジンから水冷エンジンへと搭載されるエンジンの仕様が変更された過渡期のシリーズでもある。（GPZ1100[ZX1100E/F型]を除く）
シリーズにおいて、空冷エンジン車から初の水冷エンジン車・GPz900R・A2型及び兄弟車GPz750R・G2型の途中までエンブレムは「GPZ○○○」のようにZが小文字でデザインされていたが、GPZ900R・A3型以降及びGPz750R・G2型の2回目の限定色（エボニー）から全て大文字に変更された。なお一部に空冷エンジン車を「F」、水冷エンジン車を「R」と区別する慣例があるが、これは完全な誤り。（こちらにおける「F」は、GPz400/750の国内版でマイナーチェンジをアピールするために車名に追加されたに過ぎない）
なお先代の「Z-GPシリーズ」も、車体ロゴでは「GPz○○○」となっているが、あくまで実際の車名は「Z○○○GP」である。

## シリーズ一覧

### 空冷GPzシリーズ
GPz1100
- GPz1100 (ZX1100A1-A3)

GPz750
- GPz750 (ZX750A1)
- GPz750F (ZX750A2-A3)
- 750 Turbo (ZX750E)

GPz400 / GPz550
- GPz400 (ZX400A1)
- GPz400F (ZX400A2)
- GPz400F-II (ZX400C1)
- GPz550 ※GPz400の550cc版

GPz250 / GPz305
- GPz250 (EX250C1-C5)
- GPz305 ※GPz250の300cc版

### 水冷GPZシリーズ
GPZ1100
- GPZ1100 (ZX1100A)
- GPZ1100 (ZX1100E1-E3)
- GPZ1100ABS (ZX1100F1)

GPZ1000RX
- GPZ1000RX (ZX1000A1-A3)

GPZ900R / GPZ750R
- GPZ900R (ZX900A1-A16)
- GPZ750R (ZX900GA1-G3)

GPZ400R / GPZ500R / GPZ600R
- GPZ400R (ZX400D1-D4)
- GPZ600R
- GPZ500R

GPZ400S / GPZ500S
- GPZ400S (EX400A1-A4)
- GPZ500S (EX500A1-A7 / EX500D1-D7F)

GPZ250R
- GPZ250R (EX250E1-E2)